# Sóc bay lùn Nhật Bản
Sóc bay lùn Nhật Bản hay Nihon momonga (tiếng Nhật: ニホンモモンガ, tên khoa học Pteromys momonga, là một loài động vật có vú trong họ Sóc, bộ Gặm nhấm. Loài này được Temminck mô tả năm 1844. Chúng là loài bản địa ở Nhật, sinh sống tại những cánh rừng cận núi cao hay rừng Taiga trên đảo Honshu và Kyushu. Loài sóc này có thể có chiều dài tới 20 cm (8 in) và có lớp màng kết nối giữa cổ tay và mắt cá chân mà cho phép chúng bay lượn từ cây này sang cây khác. Vào ban ngày, Sóc bay lùn Nhật Bản trốn trong các lỗ, thường nằm trong cây lá kim, và chui ra kiếm ăn vào ban đêm. Thức ăn của loài này bao gồm chồi, nụ, lá cây, vỏ cây, trái cây và các loại hạt. Chúng có độ phân bổ rộng, và gần như không bị đe dọa nên được Liên minh bảo tồn thiên nhiên quốc tế liệt kê vào danh sách "Các loài it quan tâm".

## Hình thái học
Phần thân của Sóc bay lùn Nhật Bản có thể có chiều dài phần thân từ 14 đến 20 cm, chiều dài đuôi từ 10 đến 14 cm và nặng từ 150 đến 200 g. So với loài bản địa khác là Sóc bay khổng lồ Nhật Bản có cân nặng lên đến 1500 g, chúng có kích thước nhỏ hơn rất nhiều. Lưng của loài này có bộ lông màu xám nâu, và phần bụng được bao phủ bởi lớp lông màu trắng. Như các loài sóc bay thông thường, Sóc bay lùn Nhật Bản có lớp màng dù lượn mà chúng sử dụng để di chuyển qua các cây. Tuy nhiên, chúng lại chỉ có lớp màng kéo dài từ cổ tay đến mắt cá chấn mà không có màng giữa chân và đuôi giống một số loài sóc khác.

## Phân bổ

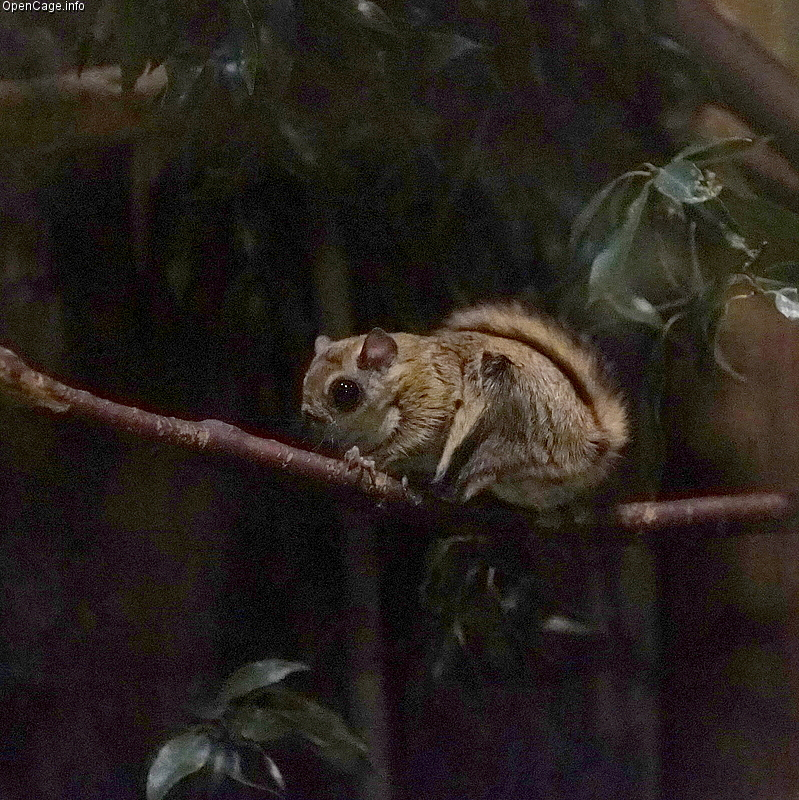
Sóc bay lùn Nhật Bản tại sở thú Ueno

### Phạm vi
Chúng sinh sống tại những cánh rừng cận núi cao hay rừng Taiga ở Nhật Bản, đặc biệt là trên đảo Honshu và Kyushu.

### Môi trường sống
Sóc bay lùn Nhật Bản làm tổ trong các hốc trên thân cây hoặc khu vựng giao giữa cành cây và thân cây. Chúng thường che chắn cho tổ của mình bằng rêu và địa y. Các hốc trên cây là nguồn làm tổ quan trọng của chúng và chúng thường làm tổ trên các cây lá kim, như cây thông và cây vân sam, hơn là cây lá rộng.

## Tập tính

### Tập tính kiếm ăn
Loài sóc bay này là loài ăn đêm, và chúng nghỉ ngơi trong tổ vào ban ngày. Thức ăn thường thấy của chúng là chồi, nụ, lá cây, vỏ cây, trái cây và các loại hạt. Nhờ có màng dù lượn mà chúng có thể di chuyển và bay lượn từ cây này sang cây khác.

### Tập tính xã hội
Nhiều cá thể của sóc bay lùn Nhật Bản có thể được tìm thấy trên cùng một cây, nhưng các cá thể này thường có cùng giới tính và chỉ khi không trong thời kỳ giao phối. Các tổ để giao phối thường có một cặp sóc chung sống với nhau.

### Tập tính sinh sản
Hiện nay chúng ta chưa hiểu rõ hết cụ thể về tập tính giao phối của loài sóc này. Chúng thường giao phối hai lần mỗi năm, vào tháng 5 và tháng 7, và thời kỳ thai nghén diễn ra trong khoảng 4 tuần. Mỗi lứa cho ra khoảng từ 2 đến ba con nhỏ, nhưng cũng có thể lên đến năm con. Các con non được cho là phát triển tương tự như loài sóc bay và thôi bú khi rơi vào khoảng 6 tuần tuổi.

## Tiến hóa
Sóc bay lùn Nhật Bản tiến hóa khác với các loài thuộc họ Sóc khác. Sự khác biệt là rõ ràng khi so sánh hình thái học của hàm dưới và mã di truyền giữa chúng. Hàm dưới ở loài sóc bay lùn Nhật Bản không có hình dạng xương mõm quạ như loài sóc lùn Mỹ và hàm dưới cũng ngắn hơn so với loài Marmota. Người ta cũng tìm thấy sự khác biệt lớn trong cấu trúc nhiễm sắc thể của loài sóc bay lùn Nhật Bản với loài sóc bay Siberia. Mặc dù có cùng số nhiễm sắc thế (2n = 38), nhiễm sắc thể đồ của chúng khác biệt lớn do sự đảo đoạn quang tâm nhiễm sắc thể, dung hợp lặp đoạn nối tiếp, xóa một số phân đoạn lớn của nhiễm sắc thể thường và nhiễm sắc thể Y. Do xóa phân đoạn, bộ di truyền của loài sóc bay lùn Nhật Bản chứa ít hơn 15% DNA so với loài sóc bay Siberia. Các phát hiện trên chỉ ra rằng nhiễm sắc thể đồ của loài Pteromys momonga này gần tương tự với loài P. volans và P. momonga.